# Tatort: Schlangengrube
Schlangengrube ist ein Fernsehfilm aus der Krimireihe Tatort. Der vom WDR produzierte Beitrag ist die 1060. Tatort-Episode. Die Erstausstrahlung fand am 27. Mai 2018 im SRF, im ORF und im Ersten statt. Das Ermittlerduo Thiel und Boerne ermittelt in seinem 33. Fall.

## Handlung
Die schwer lungenkranke Patrizia Merkens wird in ihrer Wohnung ermordet aufgefunden. Die Kommissare Frank Thiel und Nadeshda Krusenstern ermitteln auf Veranlassung der Staatsanwältin Ungewitter, da die Münsteraner Staatsanwältin Wilhelmine Klemm zu den Tatverdächtigen zählt. Sie ist die Nachbarin der Toten und lag mit ihr wegen deren übertriebenen Tierschutzverhaltens in einer Dauerfehde. Als Katzenhaarallergikerin hatte sie vergeblich versucht, gegen die massive Katzenhaltung von Merkens zu klagen, und nun hat sie für den Tatzeitpunkt kein Alibi. Für Klemm ist es sehr wichtig, dass der ihr vertraute Kommissar Thiel die Ermittlungen führt, doch der will gerade einen Fahrradurlaub mit seinem Vater antreten. So „überzeugt“ sie Herbert, dessen Sohn vorzutäuschen, dass er sich den Knöchel verstaucht hat, so dass die Tour verschoben werden muss. Thiel und Krusenstern recherchieren im Zoo Münster, da Patrizia Merkens hier fast täglich zu Besuch war. Sie war eine große Förderin des Zoos und hier gut bekannt. Bei der Kontrolle der Kontobewegungen stoßen die Ermittler auf Bente Frommer, die von Merkens vor kurzem eine größere Summe erhalten hatte. Die Befragung Frommers bringt Thiel und Krusenstern jedoch zunächst nicht weiter.
Im Zoo häufen sich in letzter Zeit Diebstähle und unerklärliche Todesfälle der Zootiere. Da sich Merkens sehr dafür interessiert hatte, ermittelt Thiel undercover und lässt sich im Zoo als Aushilfe einstellen. Schon bald entdeckt er eine Liste mit Verlusttieren, die das Opfer akribisch aufgeführt hatte. Auch Prof. Boerne kommt bei seinen Untersuchungen einem möglichen illegalen Tierhändler auf die Spur, als er nach der Herkunft des Schlangengiftes forscht, das sich Merkens zu therapeutischen Zwecken gegen ihre Krebserkrankung verabreicht hatte. Die Nachfrage bei der zuständigen Tierkörperbeseitigungsanstalt bringt zutage, dass nur ein Drittel der Tiere auf Merkens Liste dort angeliefert wurde. Somit gerät der Zootierarzt Gremlich unter Verdacht, die fehlenden Tiere nur betäubt zu haben, um sie dann als angeblich „tot“ aus dem Zoo schmuggeln und verkaufen zu können. Als Thiel Gremlich festnehmen will, wird er tot in Bente Frommers Werkstatt aufgefunden. Wie Thiel herausfindet, ist Frommer die Halbschwester von Patrizia Merkens und würde, wenn sich das Testament nicht anfindet, das Merkens zu Gunsten des Zoos verfasst hatte, das gesamte Vermögen ihrer Halbschwester erben. Thiel vermutet nun, dass Frommer und Gremlich den illegalen Tierhandel zusammen durchgeführt haben und in Streit geraten sind. Doch dem eigentlichen Täter kommt Prof. Boerne per Zufall auf die Spur, als er für sein Hobby, das Kochen, bei einem Spezialitäten-Fleischhändler recherchiert. Boerne ist schon lange daran interessiert, für den Gourmet und Fernsehproduzenten Dr. Stockmann zu kochen, und so findet er heraus, dass dieser Mann enorme Summen an Zoodirektor Schönweis zahlt, um kulinarische Raritäten geschützter Tiere genießen zu können. Thiel nimmt daraufhin Schönweis fest, der Patrizia Merkens ermordet hatte, als sie seinen Machenschaften auf die Spur kam. Gremlich räumte er aus dem Weg, weil dieser nach Merkens Tod aussteigen und alles öffentlich machen wollte.
Schließlich brechen Vater und Sohn Thiel zur Fahrradtour auf.

## Hintergrund
Der Film wurde vom 14. November 2017 bis zum 14. Dezember 2017 in Köln (Zoo), Münster (Allwetterzoo Münster) und Umgebung gedreht. Die Premiere fand am 25. Mai 2018 – zwei Tage vor der Erstausstrahlung – im Münsteraner Cineplex in Anwesenheit von Schauspielern und Filmteam statt. Bei den Dreharbeiten kam besonders Münsters bekannteste Pinguindame zu neuem Ruhm: Das Brillenpinguin-Weibchen Sandy aus dem Allwetterzoo Münster war vor Jahren in die Schlagzeilen geraten, weil es sich in seinen Pfleger verliebt hatte und ihm nicht mehr von der Seite wich. Das zutrauliche Tier wurde seinerzeit durch Fernsehshows bundesweit bekannt. Zwischenzeitlich zeigte Sandy wieder arttypisches Verhalten und brütete sogar Nachwuchs aus. Für den Tatort war die zahme Sandy aber immer noch bestens geeignet. Am 8. September 2021 gab der Zoo Münster bekannt, dass Sandy eingeschläfert werden musste.

## Rezeption

### Kritiken
„Tatsächlich aber lebt auch dieser Münsteraner von Axel Prahl und Jan Josef Liefers von ihrer Präsenz und den Dialogen. Und immer noch ist das, was Stefan Cantz und Jan Hinter ihnen ins Drehbuch schreiben, origineller als vieles, was im deutschen Gebrauchsfernsehen sonst so versendet wird.“

Bei Spiegel Online meinte Christian Buß: „Besoffen von der eigenen Witzigkeit, aber kein Mut zur Selbstironie, geht gar nicht.“
Tilmann P. Gangloff urteilte bei tittelbach.tv über den Film als „ein Fest für alle, die vor allem die kleinen Scharmützel zwischen den beiden Hauptfiguren Thiel und Boerne schätzen, und trotzdem auch ein interessanter Krimi; in der Vergangenheit waren die Geschichten mit Thiel und Boerne viel zu oft bloß ein Vorwand für kalauerreiche Dialoge zwischen Axel Prahl und Jan Josef Liefers. Mit ‚Schlangengrube‘ […] ist Stefan Cantz und Jan Hinter, den Schöpfern der beiden ewigen Streithähne, eine sehenswerte Kombination aus Krimi und Comedy gelungen, zumal sie die beiden lange Zeit parallel verlaufenden Ebenen – hier die Suche nach dem Mörder einer Zoo-Mäzenin, dort Boernes Idee für eine forensische Kochshow – am Ende auf verblüffende Weise miteinander verknüpfen. Heimlicher Star des Films ist allerdings ein Pinguin, der den Hauptkommissar in sein Herz geschlossen hat.“
Der Film-Dienst bewertete den Film mit drei von fünf möglichen Sternen und befand ihn als „unterhaltsam durch originelle Einfälle und gelungene Dialoge.“

### Anspielungen
Ohne weitere Erklärung hat Boerne plötzlich – und nur für einige Minuten – einen neuen Assistenten, der offenbar unter einer milden Form des Down-Syndroms leidet. Offenbar eine Anspielung auf den Pathologieassistenten Geung in der von Jan Josef Liefers eingesprochenen Hörbuch-Serie Dr. Siri.

### Einschaltquote
Die Erstausstrahlung von Schlangengrube am 27. Mai 2018 wurde in Deutschland von 12 Millionen Zuschauern gesehen und erreichte einen Marktanteil von 37,8 Prozent für Das Erste.